# Rosandra
De Rosandra (Sloveens: Glinščica) is een grensrivier die ontspringt in Klanec bij Kozina in Primorska. Na 2,5 kilometer mondt de Rosandra uit in de Golf van Triëst. De Rosandra stroomt door de Rosandravallei, dat een beschermd natuurpark is en circa 560 hectare omvat.